# شکافتن چوب

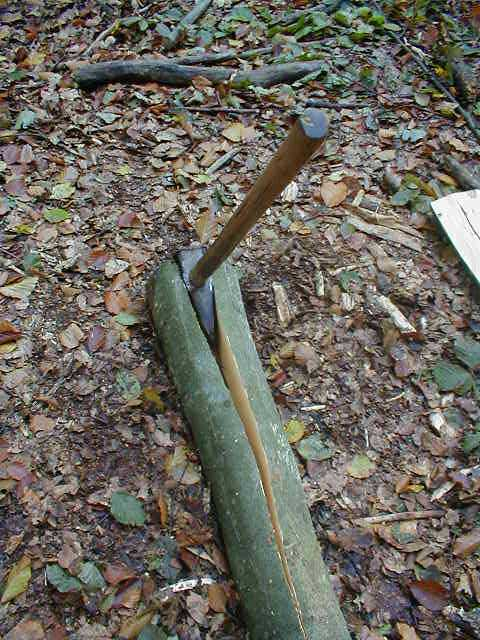
شکافتن کنده درخت

شکافتن چوب یا شکافتن کُنده (به انگلیسی: Wood splitting) (riving, cleaving) یک تکنیک باستانی است که در نجاری برای ساختن الوار برای ساخت اشیاء چوبی، گاهی سبدبافی و هیزم استفاده می‌شد. برخلاف اره کردن چوب، در این روش چوب در امتداد الیاف با استفاده از ابزارهایی مانند چکش و گوه، ماول شکافتن، تبر شکافنده، چاقوی کناری یا فری تقسیم می‌شود.